# Kasachischer Fußballpokal 2016
Der Kasachische Fußballpokal 2016 war die 25. Austragung des Pokalwettbewerbs im Fußball in Kasachstan. Pokalverteidiger war FK Qairat Almaty.

## Teilnehmende Mannschaften
| Premjer-Liga alle Vereine der Saison 2016 | Erste Liga neun Vereine der Saison 2016 |
| FK Qairat Almaty (TV) FK Aqtöbe FK Astana FK Atyrau Oqschetpes Kökschetau Aqschajyq Oral Ertis Pawlodar Schachtjor Qaraghandy Tobyl Qostanai Ordabassy Schymkent Schetissu Taldyqorghan FK Taras | Kaspij Aqtau FK Ekibastus FK Machtaaral Qaisar Qysylorda FK Qysyl-Schar SK Baikonur Qysylorda FK Qyran Schymkent FK Altai Semei FK Schachtjor-Bolat Temirtau |

## Vorrunde

### Gruppe A
| Pl. | Verein                       | Sp. | S | U | N | Tore    | Diff. | Punkte |
| --- | ---------------------------- | --- | - | - | - | ------- | ----- | ------ |
| 1.  | FK Qysyl-Schar SK            | 2   | 2 | 0 | 0 | 005:100 | +4    | 06     |
| 2.  | FK Schachtjor-Bolat Temirtau | 2   | 0 | 1 | 1 | 002:300 | −1    | 01     |
| 3.  | Baikonur Qysylorda           | 2   | 0 | 1 | 1 | 001:400 | −3    | 01     |

|                                         |   |                              |     |
| 21. März 2016 um 16:00 Uhr in Petropawl |   |                              |     |
| FK Qysyl-Schar SK                       | – | Baikonur Qysylorda           | 3:0 |
| 24. März 2016 um 16:00 Uhr in Temirtau  |   |                              |     |
| FK Schachtjor-Bolat Temirtau            | – | FK Qysyl-Schar SK            | 1:2 |
| 27. März 2016 um 15:00 Uhr in Qysylorda |   |                              |     |
| Baikonur Qysylorda                      | – | FK Schachtjor-Bolat Temirtau | 1:1 |

### Gruppe B
| Pl. | Verein         | Sp. | S | U | N | Tore    | Diff. | Punkte |
| --- | -------------- | --- | - | - | - | ------- | ----- | ------ |
| 1.  | FK Altai Semei | 2   | 1 | 0 | 1 | 002:100 | +1    | 03     |
| 2.  | Kaspij Aqtau   | 2   | 1 | 0 | 1 | 002:200 | ±0    | 03     |
| 3.  | FK Ekibastus   | 2   | 1 | 0 | 1 | 002:300 | −1    | 03     |

|                                         |   |                |     |
| 22. März 2016 um 16:00 Uhr in Aqtau     |   |                |     |
| Kaspij Aqtau                            | – | FK Ekibastus   | 1:2 |
| 25. März 2016 um 16:00 Uhr in Semei     |   |                |     |
| FK Altai Semei                          | – | Kaspij Aqtau   | 0:1 |
| 28. März 2016 um 15:00 Uhr in Ekibastus |   |                |     |
| FK Ekibastus                            | – | FK Altai Semei | 0:2 |

### Gruppe C
| Pl. | Verein             | Sp. | S | U | N | Tore    | Diff. | Punkte |
| --- | ------------------ | --- | - | - | - | ------- | ----- | ------ |
| 1.  | Qaisar Qysylorda   | 2   | 1 | 1 | 0 | 002:000 | +2    | 04     |
| 2.  | FK Machtaaral      | 2   | 0 | 2 | 0 | 001:100 | ±0    | 02     |
| 3.  | FK Qyran Schymkent | 2   | 0 | 1 | 1 | 001:300 | −2    | 01     |

|                                         |   |                    |      |
| 23. März 2016 um 15:00 Uhr in Schymkent |   |                    |      |
| FK Qyran Schymkent                      | – | FK Machtaaral      | 1:1  |
| 26. März 2016 um 16:00 Uhr in Qysylorda |   |                    |      |
| Qaisar Qysylorda                        | – | FK Qyran Schymkent | 2:0} |
| 29. März 2016 um 15:00 Uhr in Schymkent |   |                    |      |
| FK Machtaaral                           | – | Qaisar Qysylorda   | 0:0  |

## Achtelfinale
| Datum                   |                       | Ergebnis        |                        |
| ----------------------- | --------------------- | --------------- | ---------------------- |
| 27.04.2016 um 12:00 Uhr | FK Astana             | 1:0             | Kaspij Aqtau           |
| 27.04.2016 um 13:00 Uhr | FK Atyrau             | 1:0             | FK Altai Semei         |
| 27.04.2016 um 13:00 Uhr | Ordabassy Schymkent   | 2:0             | Qaisar Qysylorda       |
| 27.04.2016 um 13:00 Uhr | Tobyl Qostanai        | 0:0 (2:4 i. E.) | FK Qysyl-Schar SK      |
| 27.04.2016 um 14:00 Uhr | Aqschajyq Oral        | 0:1             | Ertis Pawlodar         |
| 27.04.2016 um 16:00 Uhr | Oqschetpes Kökschetau | 2:1             | FK Taras               |
| 27.04.2016 um 16:30 Uhr | FK Qairat Almaty      | 4:0             | Schachtjor Qaraghandy  |
| 27.04.2016 um 17:00 Uhr | FK Aqtöbe             | 0:1             | Schetissu Taldyqorghan |

## Viertelfinale
| Datum                   |                        | Ergebnis        |                     |
| ----------------------- | ---------------------- | --------------- | ------------------- |
| 25.05.2016 um 13:30 Uhr | Schetissu Taldyqorghan | 0:2             | FK Qairat Almaty    |
| 25.05.2016 um 14:00 Uhr | FK Qysyl-Schar SK      | 2:3             | FK Astana           |
| 25.05.2016 um 15:00 Uhr | Oqschetpes Kökschetau  | 1:2             | Ertis Pawlodar      |
| 25.05.2016 um 15:00 Uhr | FK Atyrau              | 1:1 (4:1 i. E.) | Ordabassy Schymkent |

## Halbfinale
| Datum      |                  | Ergebnis |                  |
| ---------- | ---------------- | -------- | ---------------- |
| 21.09.2016 | FK Qairat Almaty | 1:0      | FK Atyrau        |
| 06.11.2016 | FK Atyrau        | 0:3      | FK Qairat Almaty |
| Gesamt:    | FK Qairat Almaty | 4:0      | FK Atyrau        |

| Datum      |                | Ergebnis |                |
| ---------- | -------------- | -------- | -------------- |
| 21.09.2016 | Ertis Pawlodar | 1:2      | FK Astana      |
| 06.11.2016 | FK Astana      | 5:3      | Ertis Pawlodar |
| Gesamt:    | Ertis Pawlodar | 41:7     | FK Astana      |

## Finale
| FK Qairat Almaty                                          | FK Qairat Almaty | FK Astana | FK Astana |
| --------------------------------------------------------- | --- | --- | --------- |
| FK Qairat Almaty                                          | \| 19. November 2016 um 10:00 Uhr in Almaty (Zentralstadion) \| \| Ergebnis: 0:1 (0:0) \| \| Zuschauer: 10.000 \| \| Schiedsrichter: Ruslan Dusmambetow \|                                                                  | \| 19. November 2016 um 10:00 Uhr in Almaty (Zentralstadion) \| \| Ergebnis: 0:1 (0:0) \| \| Zuschauer: 10.000 \| \| Schiedsrichter: Ruslan Dusmambetow \| | FK Astana |
| FK Qairat Almaty                                          | Stas Pokatilow – César Arzo, Žarko Marković, Ghafurschan Süjimbajew – Anatolij Tymoschtschuk, Michail Bakajew, Isael, Islambek Quat, Bauyrschan Islamchan , Andrei Arschawin – Gerard Gohou Cheftrainer: Kachaber Zchadadse | Alexander Mokin – Juri Logwinenko, Marin Aničić, Ihar Schytau, Dmitri Schomko, Absal Beissebekow – Roger Cañas, Serikschan Muschikow (82. Tanat Nusserbajew), Nemanja Maksimović – Junior Kabananga (90. Sergei Malyj), Patrick Twumasi (65. Đorđe Despotović) Cheftrainer: Stanimir Stoilow | FK Astana |
| FK Qairat Almaty                                          | 0:1 Kabananga (47.) | | FK Astana |
| FK Qairat Almaty                                          | Islamchan (51.), Sujumbajew (53.), Marković (90.+3') | Schytau (48.), Logwinenko (51.), Cañas (53.) | FK Astana |
| 19. November 2016 um 10:00 Uhr in Almaty (Zentralstadion) | | |           |
| Ergebnis: 0:1 (0:0)                                       | | |           |
| Zuschauer: 10.000                                         | | |           |
| Schiedsrichter: Ruslan Dusmambetow                        | | |           |

## Siegermannschaft
(in Klammern sind die Spiele und Tore angegeben)
| FK Astana        | |
| Wappen FK Astana | - Tor: Alexander Mokin (5/-) - Abwehr: Juri Logwinenko (3/-), Marin Aničić (2/-), Ihar Schytau (3/-), Dmitri Schomko (1/-), Absal Beissebekow (3/-), Sergei Malyj (3/1), Birschan Kulbekow (3/-), Berik Schaichow (2/-), Jewgeni Postnikow (1/-) - Mittelfeld: Roger Cañas (2/1), Serikschan Muschikow (4/-), Nemanja Maksimović (1/-), Abai Schunussow (2/-), Amanbol Alijew (2/-), Geworg Nadscharjan (4/-), Sultan Saghynajew (1/-), Lukman Haruna (2/-), Asqat Taghybergen (2/1), Madi Schakipbajew (2/-), Asat Nurgalijew (1/-), Amir Kalabajew (1/-), Daulet Sainetdinow (1/-), Ardak Saulet (1/-) - Angriff: Junior Kabananga (2/3), Patrick Twumasi (2/-), Đorđe Despotović (4/3), Tanat Nusserbajew (3/2), Besart Abdurahimi (2/-), Alexei Schjotkin (2/-) - Trainer: Stanimir Stoilow |

* Mark Gorman (2/-) verließ den Verein während der Saison.